# 朱長泰
朱長泰（1621年5月28日—17世紀），字大來、謙茹，號般永，山東濟南府德平縣人，清朝政治人物。

## 生平
朱長泰是順治二年（1645年）乙酉科山東鄉試第十四名舉人，三年（1646年）中式丙戌科會試第一百名，四年（1647年）丁亥科三甲第一百十名進士。禮部觀政，授含山知縣，判案嚴正果斷，人稱清官第一，賊人不敢犯罪，當時有汪生攜帶金塊在邸舍住宿，次日全部變成鐵石，汪生因此到官衙申訴，他審視後發現鐵石中有多處門窗環紐痕跡，然而他卻不動聲息，明日拿出鐵石，說：「暮夜失金，誰則知者，請叩諸司戶之神。」派遣部下到邸舍，打開每扇門扉查探有無門窗環紐，其後拿出鐵石比對斷處均能重合，邸舍主人懾服而歸還金塊，自此他聲名大噪。考績時他以廉敏行取入都，陞戶部雲南司主事，變賣自己資產拿出二百金彌補河西務關稅缺額，回鄉後自號「般永」，潛心研究典籍，入祀鄉賢祠及含山名宦祠。著有《周易致一》六卷、《帝王年編》四卷、《主敬齋稿》、《步天歌》、《修真節要》、《奇方集史》各一卷。

## 家族
曾祖朱繡，增廣生；祖父朱俊，增廣生、儒官；父朱時化，萬曆四十三年舉人。

## 引用
1. 1 2  光緒《德平縣志·卷七·人物志上》：朱長泰，字大來，又字謙茹，舉順治元年鄉試，丙戌捷禮闈，丁亥成進士，知江南含山縣，時號清官第一，賊不敢犯，有汪生者懷金宿邸舍，比明盡鐵石，生持訴，長泰審視其中有敝屈戌斷處，然明日攜之出，曰：「暮夜失金，誰則知者，請叩諸司戶之神。」走吏至邸舍，盡曳諸扉列庭下察其無屈戌者，出所攜按之，而斷處悉合，主人懾服吐金，自是聲名四馳。以卓異薦擢戶部雲南司主事，側河西務稅缺額，彌補鬻產才二百金，其廉潔如此，既還里自號「般永」，究心典籍，尤邃於《易》，祀鄉賢，所著有《周易致一》六卷，闡發精深，識者謂堪與濂洛分席，又有《帝王年編》四卷、《主敬齋稿》、《步天歌》、《修真節要》、《奇方集史》各一卷藏於家。
2. 1 2  《順治四年丁亥科進士三代履歷》：朱長泰，曾祖繡，增廣生；祖俊，增廣生，授儒官，里諡孝惠先生；父時化，萬曆乙卯舉人。般永，詩五房，辛酉年四月初八日生，德平縣人，乙酉十四名，會試一百名，三甲一百十名，禮部觀政，授江南含山知縣。
3. ↑  乾隆《含山縣志·卷八·職官志》：朱長泰 字謙茹，山東德平人，順治丁亥進士，知含山縣，嚴正果斷，有包拯再出之謠，獎善黜惡不遺餘力，考績以廉敏著，行取入都，士民懷之，立祠以祀，新舊通志皆載入名宦。